# Бистрица при Рушах
Бистрица при Рушах (словен. Bistrica pri Rušah) је некадашње насеље у општини Руше, Подравска регија, Словенија.

## Историја
До територијалне реорганизације у Словенији била је у саставу старе општине Руше. 1992. године насеље је укинуто и спојено са насељем Бистрица при Лимбушу у ново насеље Бистрица об Драви.

## Становништво
| Број становника према пописима |
| ------------------------------ |
| 1991                           |
| 325                            |

Напомена : Године 1992. са насељем Бистрица при Лимбушу спојена у ново насеље Бистрица об Драви.